# 拉茲 (佳切夫區)
48°3′29″N 23°38′42″E / 48.05806°N 23.64500°E
拉茲（烏克蘭語：Лази），是烏克蘭的村落，位於該國西部外喀爾巴阡州，由佳切夫區負責管轄，始建於1600年，面積26平方公里，海拔高度248米，2001年該村落人口3,801。